# Rafeef Ziadah
Rafeef Ziadah (àrab: رفيف زيادة, Rafīf Ziyāda) (Beirut, 1979) és una periodista, poeta i activista pels drets humans nascuda al Líban, però d'ascendència palestina.

## Biografia
Ziadah va néixer a Beirut, al Líban, filla de refugiats palestins, i va començar a escriure quan era molt jove. Es va criar a Tunísia i va estudiar a la Universitat de York, a Toronto, Canadà. L'any 2004, va fer el seu primer acte de cara al públic, motivada a escriure un poema per la seva experiència amb el racisme.
L'any 2009, Ziadah va publicar el seu primer àlbum de poemes recitats, Hadeel, gràcies a una beca de l'Ontario Arts Council en el marc del seu programa Word of Mouth de 2008. Ziadah ha viatjat per països de tot el món per dur a terme tallers de poesia. L'any 2011, va participar amb el poeta palestino-estatunidenc Remi Kanazi en la promoció del seu llibre Poetic Injustice, a Londres. L'any 2012, Ziadah va ser escollida com a representant de Palestina en les Olímpiades de Poetes de South Bank Center. En el mateix any, participaria en el World Village Festival de Hèlsinki. Durant l'estiu de 2014, Ziadah mostraria la seva opinió al diari The Guardian sobre els atacs a Gaza i el boicot, la liquidació i els moviments de sanció. El 14 de novembre de 2014 va actuar en un concert per Palestina amb el gru de hip hop palestí DAM-Palestine, patrocinat pel Manchester Palestine Action.
Rafeef Ziadah és especialment coneguda pels seus poemes Shades of Anger i We teach life, sir, que va esdevenir la font d'inspiració d'una exposició que es mostraria al Parlament Escocès, que duria per nom We Teach Life: The Children of the Occupation.